# Dianthus cretaceus
Dianthus cretaceus är en nejlikväxtart. Dianthus cretaceus ingår i släktet nejlikor, och familjen nejlikväxter.

## Underarter
Arten delas in i följande underarter:
- D. c. cretaceus
- D. c. dmanissianus
- D. c. multicaulis
- D. c. sevanensis